# Kusgundi, Hosanagara
Kusgundi là một làng thuộc tehsil Hosanagara, huyện Shimoga, bang Karnataka, Ấn Độ.